# Леман, Орла
Питер Мартин Орла Леман (дат. Peter Martin Orla Lehmann; 19 мая 1810, Копенгаген, Дания — 13 сентября 1870, там же) — датский государственный и политический деятель, ключевая фигура в развитии датского парламентаризма.
Леман был одним из наиболее видных лидеров либеральной оппозиции, соучредителем ежедневной газеты Fædrelandet (Отечество) и членом городского совета Копенгагена в 1840 году. В 1841 году во время своего выступления в Нюкёбинге призвал крестьян участвовать в борьбе за свободную конституцию. Эта пламенная речь стоила ему трёх месяцев тюрьмы, что только увеличило его популярность. В 1846 году он стал соучредителем Общества друзей крестьян. Кульминацией деятельности Лемана стал его доклад на собрании в театре «Казино» 20 марта 1848 года, во время которого от имени городского совета Копенгагена было составлено требование об отставке королевского министра и введение общей для Дании и Шлезвига свободной конституции. Это собрание положило начало мартовской революции и введению первой конституции. Леман также участвовал в редактировании проекта конституции генерала Монрада.
В 1842 году он проявил большой интерес к проблеме Шлезвига и сформулировал лозунг «Дания до Айдера», реализовать который ему удалось в ноябре 1863 года, что привело к второй Шлезвигской войне. По этой причине Лемана причисляют к лагерю национал-либералов. К 1846 году Леман был также поборником скандинавизма, а в 1848 году был министром без портфеля в первом правительстве Мольтке.

## Биография

### Детство
Родился в Копенгагене в семье немца Мартина Лемана, заместителя председателя Коммерц-коллегии, и датчанки Фредерики Луизы Бех, дочери мэра Копенгагена. Будучи старшим из девяти детей, Орла был любимцем матери. Несмотря на предпочтение отца использовать немецкий язык в домашней обстановке, друзьями семьи были такие известные датчане как политик Андерс Сандё Эрстед и его брат, физик, Ханс Кристиан, поэты Адам Готлоб Эленшлегер и Иенс Баггесен.

### Образование
Получив начальное образование от отца, старшую школу Леман посещал в недавно образованной реальной школе церкви Святого Петра. Не удовлетворившись уроками латыни, 14-летний Орла перешёл в гимназию Borgerdydskole. В 1827 году поступил в Копенгагенский университет. После года, проведенного за изучением литературы в компании с Хансом Кристианом Андерсеном, Леман начал обучение юриспруденции. В то время юридический факультет был плохо организован, и учёба мало привлекала Лемана, однако весной 1833 года он окончил курс с отличием.

### Начало политической деятельности
С ранних лет Леманом двигали два чувства, определившие всю его жизнь: вера в свободу, способствующую благородной деятельности людей, и горячая любовь к своему северному отечеству. Ещё в немецкой школе его обуяли мечты о единой Скандинавии и в дружеском журнале Germania он опубликовал проект новой Кальмарской унии. Ни использование немецкого в домашней обстановке, ни образование в немецкой школе не затмили его чувство патриотизма, доставшееся от матери.
После второй Французской революции 1830 года в абсолютисткой Дании были введены сословные собрания, не имевшие влияния на законодательство страны и являвшиеся только консультативными органами при абсолютном монархе. Несмотря на ограниченный характер они повлияли на формирование гражданского общества и политического сознания у значительной части датчан. В то же время Орла Леман начинает активно отстаивать свои идеи и прорываться сквозь стену, сдерживающую всю общественную жизнь Дании.
Как и многие лидеры последующих десятилетий, Леман дебютировал в Студенческом союзе — ассоциации студентов Копенгагена. Несмотря на незначительность собрания, Леман впервые продемонстрировал свой ораторский талант, а студенты увидели в нём лидера. Уже в 1832 году Леман за несколько часов организует студенческое шествие в поддержку профессора Хенрика Клаузена, которого обошли на выборах ректора университета и от имени молодёжи отдал дань уважения «бесстрашному защитнику свободы и правды» вступив в конфликт с властями.
В том же году Леман анонимно опубликовал свой первый крупный политический трактат об институте сословий в Maanedsskrift for Litteratur (Ежемесячном литературном журнале). Для молодого человека эта была очень зрелая работа, умеренная по форме, написанная достойным тоном с остроумными высказываниями и смелая в своих утверждениях. В дальнейшем он оттачивает своё мастерство оратора в созданном им объединении молодых юристов «Astræa».

### Жизнь в Берлине
Зимой 1833—1834 гг. Леман слушал лекции Фридриха Шлейермахера и Фридриха Карла фон Савиньи в Берлинском университете. Здесь же Леман знакомится с датским политиком Фредериком Чернингом, находящимся в ссылке, и заводит дружбу с норвежским юристом Антоном Мартином Швайгором.
В Берлине он написал несколько крупных трактатов об экзаменационной системе и законе о бедных в Пруссии, но из-за болезни и скорой смерти матери, в мае 1834 года вынужден вернуться в Данию.

### Дальнейшая карьера
В марте революционного 1848 года Леман стал во главе городского совета Копенгагена и был несколько месяцев министром без портфеля.
В 1861—1863 годах был министром внутренних дел в кабинете Халля.